# G-dur

Znak przykluczowy w tonacji G-dur

Diagram akordu G-dur dla gitary

G-dur – durowa gama muzyczna, której toniką jest g. Jej dźwięki to: g, a, h, c, d, e, fis, g. Tonacja G-dur zawiera jeden krzyżyk.
| Gama G-dur zapisana za pomocą przygodnych znaków chromatycznych | Audio playback is not supported in your browser. You can download the audio file.                                                                                 |
| Gama G-dur zapisana za pomocą znaków przykluczowych             | \relative f'{ \override Staff.TimeSignature #'stencil = ##f \key g \major \cadenzaOn g1 a b c d e fis g \cadenzaOff } \addlyrics { \small { g a h c d e fis g } } |

Pokrewną jej molową tonacją równoległą jest e-moll, jednoimienną molową – g-moll.
G-dur to również akord, zbudowany z pierwszego (g), trzeciego (h) i piątego (d) stopnia gamy G-dur.
| Akord G-dur | Audio playback is not supported in your browser. You can download the audio file. |

Znane dzieła w tonacji G-dur:
- Johann Sebastian Bach – III Koncert Brandenburski
- Wolfgang Amadeus Mozart – Mała nocna serenada (Eine kleine Nachtmusik)
- Ludwig van Beethoven – IV Koncert fortepianowy
- Antonín Dvořák – VIII Symfonia
- Gustav Mahler – IV Symfonia
- Krzysztof Penderecki – Menuet G-dur
- Don McLean – American Pie